# Grzegorz Kaczmarzyk
Grzegorz Jerzy Kaczmarzyk (ur. 2 sierpnia 1963 w Sosnowcu) – polski polityk, poseł na Sejm II kadencji.

## Życiorys
Ukończył technikum, z zawodu jest leśniczym. W latach 1993–1997 z ramienia Konfederacji Polski Niepodległej sprawował mandat posła II kadencji. Później był związany z KPN-OP i AWS.
Od połowy lat 90. nieprzerwanie kierował Partią Zielonych (wcześniej działającą pod nazwą Polska Partia Ekologiczna – Zielonych), organizacją afiliowaną najpierw przy KPN, później współpracującą z KPN-OP, następnie będącą ugrupowaniem sojuszniczym Polskiej Partii Pracy.
W wyborach parlamentarnych w 2001 kandydował do Sejmu z listy Alternatywy Ruch Społeczny. Został członkiem rady programowej Instytutu Historycznego Nurtu Niepodległościowego im. Andrzeja Ostoi-Owsianego.